# MagSafe

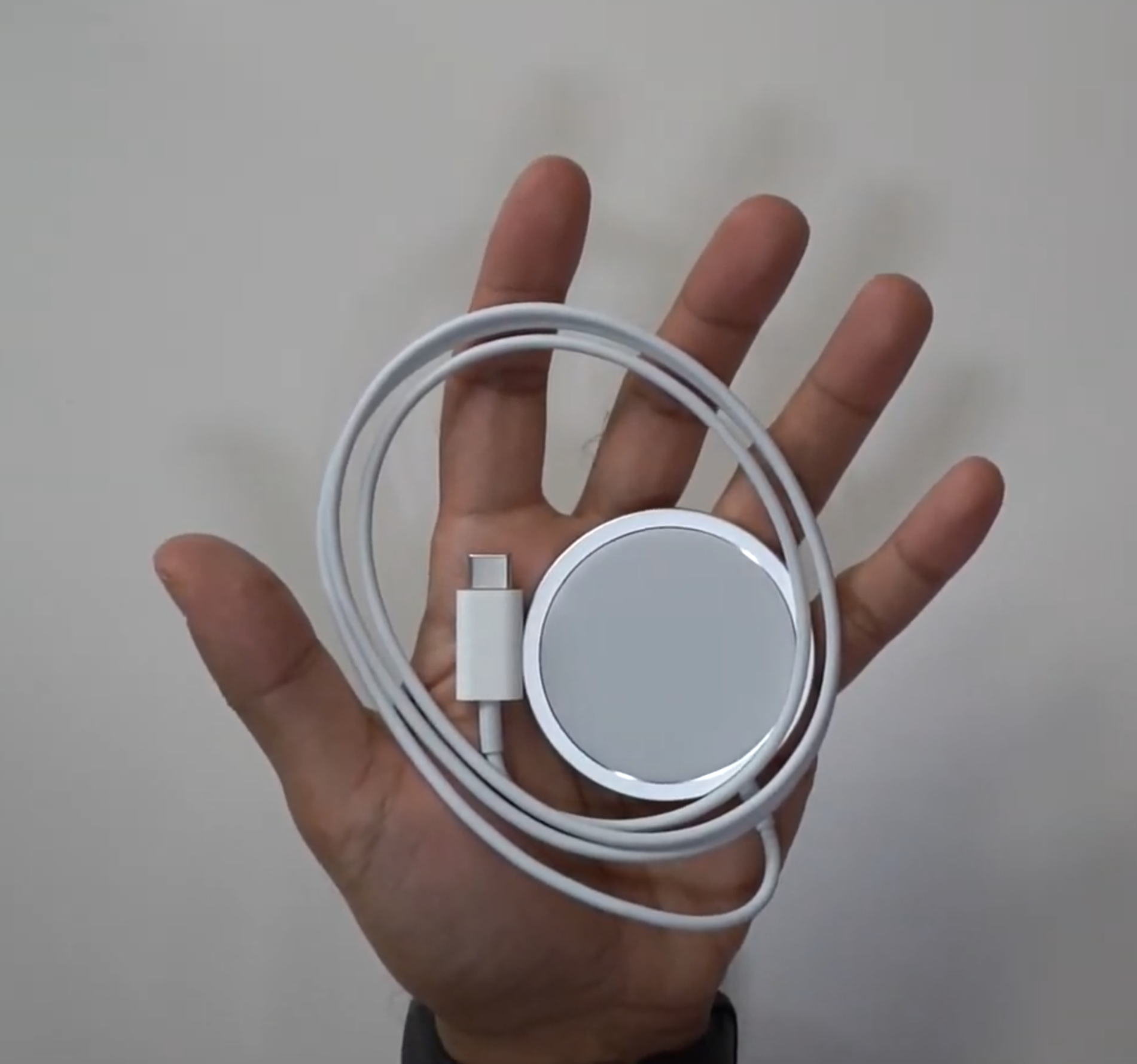
Imatge del dispositiu MagSafe

Logo de MagSafe

MagSafe és un estàndard patentat de transferència d'energia sense fils i connexió d'accessoris, connectat magnèticament, desenvolupat per Apple Inc. per a les seves línies de productes iPhone i AirPods. Es va anunciar el 13 d'octubre de 2020, juntament amb les sèries iPhone 12 i 12 Pro. En ofereix fins a 15 W de potència i és compatible amb l'estàndard Qi obert fins a 7,5 W de potència. El connector també permet connectar accessoris no carregadors, com ara suports de targetes i estoigs, amb comunicació mitjançant un bucle NFC integrat. El carregador utilitza un cercle d'imants de terres rares.
Apple va llançar dos carregadors amb l'estàndard MagSafe el 2020: el MagSafe Charger, una sola plataforma de càrrega per a iPhone, i el MagSafe Duo Charger, una estora de càrrega amb MagSafe i un carregador d'Apple Watch. Apple també ha llicenciat l'estàndard MagSafe a tercers per desenvolupar carregadors i estoigs. El 2021, Apple va llançar el paquet de bateries MagSafe i va afegir la càrrega MagSafe als AirPods i AirPods Pro.
El carregador MagSafe és una plataforma de càrrega única que conté imants de terres rares reciclables que envolten una bobina de càrrega sense fil Qi connectada a un cable USB-C d'1 m. El carregador MagSafe ofereix fins a 15 W de potència a les sèries d'iPhone 12, 13, 14 i 15, amb l'excepció de l'iPhone 12 Mini i 13 Mini, que admeten 12 W. El Wall Street Journal va trobar MagSafe carregat a la meitat de la velocitat d'un carregador amb cable de 20 W. MagSafe també pot carregar altres dispositius certificats amb Qi, inclosos els models d'iPhone i AirPods més antics, tot i que les proves han trobat que MagSafe es carrega significativament més lenta que els carregadors Qi de 7,5 W als iPhones més antics que la sèrie iPhone 12. Els dispositius sense MagSafe s'han d'alinear manualment, ja que no tenen la matriu integrada d'imants que s'entrellacen amb MagSafe. Apple recomana un adaptador de corrent de 20 W. Els usuaris han informat que MagSafe Chargers deixen empremtes circulars a les fundes de cuir.

## Història
El nom MagSafe va ser utilitzat per primera vegada per Apple per als connectors d'alimentació de la seva línia de MacBook, començant amb el MacBook Pro de 2006. Va començar a eliminar-se gradualment amb el llançament del MacBook Pro de quarta generació el 2016, que utilitzava USB-C per carregar. MagSafe es va suspendre a tots els MacBook l'any 2019, però es va reintroduir amb models de MacBook Pro de 14 i 16 polzades llançats l'octubre de 2021.
El nom MagSafe va ser utilitzat per primera vegada per Apple per als connectors d'alimentació de la seva línia de MacBook, començant amb el MacBook Pro de 2006. Va començar a eliminar-se gradualment amb el llançament del MacBook Pro de quarta generació el 2016, que utilitzava USB-C per carregar. MagSafe es va suspendre a tots els MacBook l'any 2019, però es va reintroduir amb models de MacBook Pro de 14 i 16 polzades llançats l'octubre de 2021.
El 2017, Apple va anunciar AirPower, una estora de càrrega sense fil capaç de carregar un iPhone, AirPods i Apple Watch (que utilitza un sistema de càrrega sense fil propi) simultàniament i els dispositius es podrien col·locar a qualsevol lloc de la catifa. Tanmateix, es va cancel·lar a principis del 2019 a causa de problemes de sobreescalfament a causa de les moltes bobines superposades.
Apple va anunciar MagSafe juntament amb la sèrie iPhone 12 el 13 d'octubre de 2020 durant l'esdeveniment especial d'Apple "Hi, Speed" com un ecosistema universal de càrrega i accessoris sense fils. Els carregadors d'Apple basats en MagSafe són els primers a utilitzar l'estàndard Qi, després del desenvolupament d'AirPower. El receptacle MagSafe dels iPhones, anomenat internament MagSafe Attach, utilitza imants per alinear-se automàticament i connectar-se a un carregador Qi, garantint una càrrega fiable.
El 18 d'octubre de 2021, Apple va llançar els AirPods de tercera generació i un SKU actualitzat d'AirPods Pro amb una funda de càrrega MagSafe inclosa.
El 2023, el Wireless Power Consortium va anunciar l'estàndard Qi2 que es basa en MagSafe.

## Dispositius compatibles amb MagSafe
Els dispositius següents són compatibles amb MagSafe:
- iPhones llançats a l'octubre de 2020 i posteriors (iPhone 12/12 Pro i posteriors), excepte l'iPhone SE (3a generació)
- Funda de càrrega MagSafe per a AirPods (3a generació)
- Funda de càrrega MagSafe per a AirPods Pro (SKU de primera generació després de l'octubre de 2021 i segona generació)